# Emmelke
Die Emmelke ist ein linksseitiger (westlicher) Nebenfluss der Medem im nördlichen Niedersachsen.
Der etwa 15 km lange Fluss gehört zum Flusssystem der Elbe. Er hat seine Quelle bei Wanhöden in der Gemeinde Wurster Nordseeküste, fließt dann in östlicher Richtung durch Wanna und mündet bei der Gemeinde Ihlienworth (Samtgemeinde Land Hadeln im Landkreis Cuxhaven) in die Medem. Diese mündet ihrerseits nach weiteren 17 km bei Otterndorf in den Elbtrichter.
Die erste schriftliche Erwähnung der Emmelke war 1185 als Amlake. Der Gewässername leitet sich vermutlich von germanisch am(a)-/ami- für 'natürlicher Wasserlauf' oder auch am(a)- mit der Bedeutung 'energisch vorgehen, anpacken' ab.

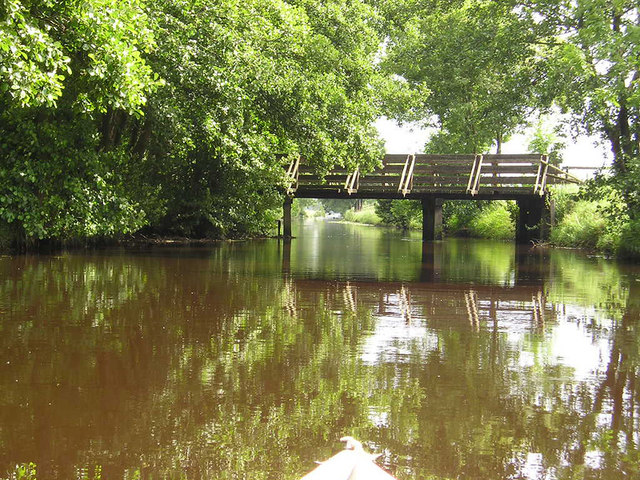
Die Emmelke östlich Wanna
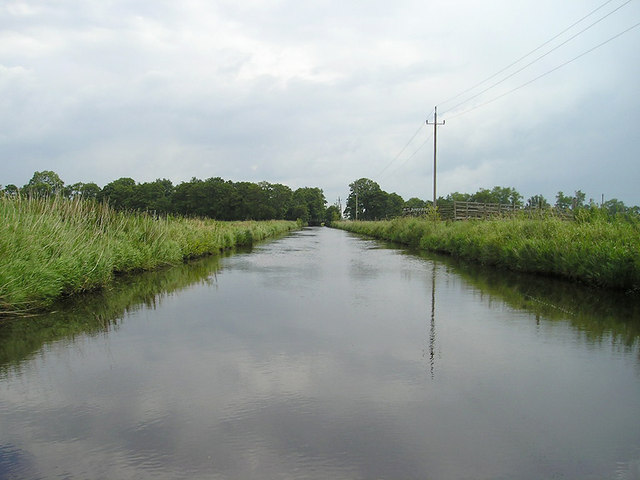
Östlich von Wanna